# 皮克納爾 (內布拉斯加州)
皮克納爾（英語：Pickrell）是位於美國內布拉斯加州蓋奇縣的村。

## 人口
根據2020年美國人口普查的數據，皮克納爾的面積為0.28平方千米，皆為陸地。當地共有人口186人，而人口密度為每平方千米664人。